# 按塔出
按塔出（?—?），又作按答出，元朝大臣，泰定帝时的太师。
按塔出原任内史，至治三年（1323年），元英宗被弑杀，晋王也孙铁木儿被拥立为皇帝，即泰定帝。十月壬申，泰定帝任命内史按答出为太师、知枢密院事。按塔出任太师至泰定二年（1325年）。